# 坎帕尼亚蒂科
坎帕尼亚蒂科（義大利語：Campagnatico），是意大利格罗塞托省的一个市镇。总面积162.15平方公里，人口2516人，人口密度15.5人/平方公里（2009年）。ISTAT代码为053002。